# 本荘市立石沢中学校
本荘市立石沢中学校（ほんじょうしりつ いしざわちゅうがっこう）は、秋田県本荘市（現：由利本荘市）にあった公立中学校。

## 概要
1947年（昭和22年）、戦後の学制発布により石沢村立石沢中学校として設立された。1954年（昭和29年）には町村合併により本荘市立石沢中学校と改称。2005年（平成17年）、生徒の減少と校舎の老朽化にあわせ、本荘市立南中学校の生徒肥大化の解消と校舎の老朽化が問題となったことを受け、本荘東中学校が新設されることとなり、閉校した。

## 沿革
注釈にない限り、公式ページより引用。
- 1947年（昭和22年）
  - 4月1日 - 石沢村立石沢中学校として設立。
  - 5月1日 - 開校。
- 1948年（昭和23年） - 校章図案を作成。
- 1949年（昭和24年）
  - 3月16日 - 校旗を樹立。
  - 5月17日 - 校歌を制定。
- 1953年（昭和28年）4月23日 - 県教育委員会より保健体育標準校に指定（2年間）。
- 1954年（昭和29年）3月31日 - 町村合併により、「本荘市立石沢中学校」に改称。
- 1959年（昭和34年）10月 - 教室棟と管理棟を落成。
- 1962年（昭和37年）12月31日 - 校地拡張埋立工事が竣工。
- 1963年（昭和38年）12月 - 小中共給食施設設備を設置。
- 1965年（昭和40年）
  - 4月30日 - 技術室を増築。
  - 12月30日 - 音楽室を増築。
- 1968年（昭和43年）6月16日 - 創立20周年を記念し、野球バックネットを設置。
- 1969年（昭和44年）
  - 7月7日 - 郡市総体バレーボール大会で3連覇を達成。
  - 8月1日 - 郡市総体卓球大会にて女子優勝。
- 1970年（昭和45年）
  - 7月5日 - 郡市総体卓球大会にて女子優勝、男子準優勝。
  - 7月31日 - 郡市総体卓球大会にて男子団体優勝、女子優勝。
  - 8月15日 - 全県総体バレーボール大会で優勝（6人制）。
  - 8月26日 - 全国卓球大会で5位に入賞。
- 1971年（昭和46年）
  - 7月29日 - 郡市総体卓球大会にて女子が3年連続優勝。
  - 8月20日 - 全国卓球大会で5位に入賞。
- 1972年（昭和47年）7月2日 - 郡市総体卓球大会にて男女ダブルス準優勝、郡市剣道大会にて女子個人が上位独占、男子団体が準優勝。
- 1973年（昭和48年）
  - 4月29日 - 郡市春季柔道大会で優勝。
  - 6月17日 - PTA奉仕作業により、校舎前に池を設置。
  - 7月3日 - 郡市春季剣道大会で優勝。
  - 12月24日 - グランドを拡張。
- 1975年（昭和50年）12月2日 - 泉水の学校林に杉苗2000本を植樹。
- 1977年（昭和52年）
  - 5月20日 - 全県植樹祭にて営林局長賞を受賞。
  - 10月3日 - 創立30周年記念式を開催。
- 1978年（昭和53年）
  - 8月15日 - 同窓会を設立。
  - 11月6日 - 全国中学校優良PTA文部大臣賞を受賞。
- 1979年（昭和54年）
  - 5月19日 - 全県植樹祭にて県知事賞を受賞（以後1983年、84年、87年、88年にも受賞）。
  - 5月27日 - 全県植樹祭で準特選賞を受賞。
- 1980年（昭和55年）
  - 2月20日 - 体育館を落成。
  - 8月2日 - 緑の少年団が県教育長賞を受賞。
- 1981年（昭和56年）10月11日 - 全国植樹祭にて大会会長賞ならびに松元賞を受賞（以後1988年にも受賞）。
- 1982年（昭和57年）11月11日 - 緑の少年団が木原財団より特別表彰。
- 1983年（昭和58年）
  - 5月22日 - 全国植樹祭学校造林コンクールにて特選を受賞。
  - 12月4日 - 全国植樹祭にて特選を受賞し、記念式典を開催、記念碑を建立。
- 1985年（昭和60年）5月24日 - 緑の少年団が内閣総理大臣賞を受賞（同年10月には記念式典を開催）。
- 1986年（昭和61年）
  - 5月16日 - 全県植樹祭で教育長賞ならびに県林業改良普及協会長を受賞。
  - 9月27日 - 郡市理科研究発表会にて優秀賞を受賞。
- 1988年（昭和63年）5月22日 - 全国学校緑化コンクール学校林活動準特選（衆議議員賞受賞）。
- 1989年（平成元年）7月4日 - 郡市総体にて野球部が準優勝。
- 1993年（平成5年）
  - 3月31日 - グランドを拡張。
  - 9月2日 - コンピュータ室を設置。
- 1994年（平成6年）
  - 1月18日 - 校旗を更新。
  - 9月16日 - 郡市秋季卓球大会で男子団体優勝、個人優勝。
- 1995年（平成7年）
  - 5月18日 - ボランティア協力校に指定（3年間）。
  - 7月1日 - 郡市総体卓球大会で男子団体優勝、郡市総体野球大会で準優勝。
- 1996年（平成8年）
  - 3月15日 - パソコン通信を開始。
  - 10月24日 - 石沢絆の森記念植樹ならびに記念式典を開催。
- 1997年（平成9年）11月2日 - 創立50周年記念式典を開催。ステ－ジ幕を新調。
- 1998年（平成10年）
  - 4月1日 - 特殊学級（知的障がい）を開設。
  - 4月28日 - ハンガリー共和国の少年少女訪問団と交流会を実施。
  - 6月4日 - 郡市陸上大会女子砲丸投げで優勝。
  - 9月22日 - コンピュータ新整備計画取り付け工事を実施。
  - 10月1日 - 心の教室を開設。
  - 11月12日 - 郡市防犯防火弁論大会にて最優秀賞を受賞。
- 1999年（平成11年）10月3日 - ふるさと子どもドリーム支援事業として、絆の森記念植樹を実施。
- 2000年（平成12年）
  - 9月22日 - 県より小・中連携教育実践研究協力校に委嘱。
  - 10月12日 - 郡市防犯防火弁論大会にて最優秀賞を受賞。
  - 11月 - スクールホームページ作成コンテストにて優秀賞を受賞。
- 2001年（平成13年）
  - 6月7日 - 郡市陸上女子走り幅跳びで優勝、男子100m優勝。
  - 9月13日 - 英語暗唱弁論大会にて優秀賞を受賞。
  - 10月18日 - 防犯防火弁論大会にて最優秀賞を受賞。
  - 10月20日 - 日本学生科学賞県知事賞を受賞、中央審査で2等に入賞。
- 2004年（平成16年）10月30日 - 閉校記念式典挙行[2]。
- 2005年（平成17年）3月31日 - 閉校。

## 校歌
作詞：三浦馨、作曲：小野崎晋三

## 生徒数・学級数
| 年度               | 男子 | 女子 | 計 | 増減 | 学級数 | 増減 | 備考 | 出典          |
| ------------------ | ---- | ---- | -- | ---- | ------ | ---- | ---- | ------------- |
| 1999（平成11）年度 | 不明 | 不明 | 76 |      | 4      |      |      | [ 5 ]         |
| 2000（平成12）年度 | 不明 | 不明 | 67 | -9   | 4      | 0    |      | [ 6 ]         |
| 2001（平成13）年度 | 41   | 38   | 79 | +12  | 4      | 0    |      | [ 7 ] [ 8 ]   |
| 2002（平成14）年度 | 47   | 33   | 80 | +1   | 4      | 0    |      | [ 9 ] [ 10 ]  |
| 2003（平成15）年度 | 45   | 33   | 78 | -2   | 3      | -1   |      | [ 11 ] [ 12 ] |
| 2004（平成16）年度 | 41   | 27   | 68 | -10  | 3      | 0    | 閉校 | [ 13 ]        |